# Vlaanderen Vlagt
Vlaanderen Vlagt (Vl2) was een Vlaamsgezinde vereniging, gesticht door Ivan Mertens (Hasselt, 29 november 1935 - Beerse, 4 november 2010).

## Vlaggen
De vereniging bestond uit vrijwilligers (zo'n 35 vaste en 100 sporadische) die Vlaanderen wilden promoten door op sport- en andere evenementen (bijvoorbeeld de Vredefeesten te Sint-Niklaas en de Night of the Proms in Londen) te gaan vlaggen met de Vlaamse leeuwenvlag. Hiermee sloten zij aan bij de praktijk in Friesland, Ierland, vele mediterrane landen, Baskenland en Bretagne en dergelijke om met plaatselijke of nationale vlaggen evenementen als volksfeesten op te luisteren als uiting van het nationale gevoel.
Soms leek het erop dat de vereniging een enorm ledenaantal kende door het grote aantal vlaggen. De vereniging deelde echter gratis vlaggetjes en petjes uit aan passanten en verkocht vlaggen. Ook werd frequent met andere Vlaamsgezinde groeperingen en personen samengewerkt, zoals de VVB.

## Vlaanderen kleurt
Na het overlijden van Ivan Mertens werd de vzw ontbonden. Een belangrijke reden hiervoor was de teruglopende activiteit van de voornamelijk gepensioneerde vrijwilligers. Eind 2010 werd de rol van voorzitter overgenomen door Lode Van Dessel, oud-N-VA-burgemeester van Nijlen. Hij vormde de commerciële tak van de oude vzw om tot de nieuwe vereniging Vlaanderen Kleurt!. De vereniging verkoopt de leeuwenvlag zowel aan particulieren als aan organisaties (VVB), in binnen- en buitenland.